# 吹上町湯之浦
吹上町湯之浦（ふきあげちょうゆのうら）は、鹿児島県日置市の大字。旧薩摩国阿多郡伊作郷湯之浦村、阿多郡伊作村大字湯之浦、日置郡伊作町大字湯之浦、日置郡吹上町大字湯之浦。郵便番号は899-3303。人口は1,268人、世帯数は486世帯（2020年10月1日現在）。

## 地理
日置市の南部、伊作川支流湯之浦川の上流域から下流域に位置する。字域の北方には日置市吹上町中原、吹上町与倉、南方には日置市吹上町和田、西方には日置市吹上町中之里、東方には鹿児島市下福元町がそれぞれ接している。
字域の西部には吹上温泉（別名・湯之浦温泉、伊作温泉）があり、泉質はアルカリ性単純硫黄泉である。吹上温泉には共同浴場が7軒所在しており、湯治場として古くは栄えていた。
字域の西部を鹿児島県道294号湯之浦伊作停車場線が吹上温泉付近と旧伊作駅を結んでおり（小牧交差点から中原交差点までは県道22号と重複）、北西部を鹿児島県道22号谷山伊作線が通っている。また東部には鹿児島県道291号松元川辺線がほぼ南北に通っており、鹿児島県道20号鹿児島加世田線が鹿児島市境付近を通っている。

### 河川
- 伊作川
  - 湯之浦川

## 歴史

### 湯之浦の成立と中世
湯之浦という地名は南北朝期より見え、薩摩国伊作荘（庄）のうちであった。建武4年に僧善恵が「薩摩国伊作庄内上湯浦」について安堵を得たのが湯之浦の地名の初見であるとされる。

### 近世の湯之浦
江戸期には薩摩国阿多郡伊作郷（外城）のうちであった。村高は「天保郷帳」及び「郡村高辻帳」では918石余、「三州御治世要覧」には704石余、「伊作名勝志再撰帳」には781石余、「旧高旧領取調帳」には754石余と記載されている。
村内には湯之浦温泉があり、客は年間約2,000人であったとされる。

### 町村制施行以後
1889年（明治22年）に町村制が施行されたのに伴い伊作郷の区域より伊作村が成立し、江戸期の湯之浦村は伊作村の大字「湯之浦」となった。
1922年（大正11年）には伊作村が町制施行し、伊作町となり同町の大字となり、1955年（昭和30年）に伊作町と永吉村が合併し、吹上町が新設され同町の大字となった。1999年（平成11年）には湯之浦字打越の一部が中之里字越田の一部となった。
2005年（平成17年）5月1日に吹上町が日置郡伊集院町、東市来町、日吉町と合併し日置市が成立した。この合併に先立って設置された法定合併協議会である「日置中央合併協議会」において大字名については「字の区域は、現行どおりとし、現行の字の名称の前に当該字の属する合併前の町の名称を付し、字の名称を変更する。」と協定された。合併日の2005年（平成17年）5月1日に鹿児島県の告示である「 字の名称の変更」が鹿児島県公報に掲載された。この告示の規定に基づき即日大字の名称変更が行われ、大字名が「湯之浦」から「吹上町湯之浦」に改称された。

### 字域の変遷
| 実施後               | 実施年             | 実施前               |
| -------------------- | ------------------ | -------------------- |
| 中之里字越田（編入） | 1999年（平成11年） | 湯之浦字打越（一部） |

## 人口
以下の表は国勢調査による小地域集計が開始された1995年以降の人口の推移である。
| 統計年             | 統計年 | 人口  | 人口 |
| ------------------ | ------ | ----- | ---- |
| 1995年（平成7年）  | [ 11 ] | 235   |      |
| 2000年（平成12年） | [ 12 ] | 178   |      |
| 2005年（平成17年） | [ 13 ] | 166   |      |
| 2010年（平成22年） | [ 14 ] | 125   |      |
| 2015年（平成27年） | [ 15 ] | 88    |      |
| 2020年（令和2年）  | [ 3 ]  | 1,268 |      |

## 施設

### 教育
- 吹上中央幼稚園
- 常楽寺保育園

### 郵便局
- 吹上温泉郵便局[16]

## 小・中学校の学区
市立小・中学校に通う場合、学区（校区）は以下の通りとなる。
| 大字         | 区域 | 小学校             | 中学校             |
| ------------ | ---- | ------------------ | ------------------ |
| 吹上町湯之浦 | 一部 | 日置市立伊作小学校 | 日置市立吹上中学校 |
| 吹上町湯之浦 | 一部 | 日置市立和田小学校 | 日置市立吹上中学校 |

## 交通

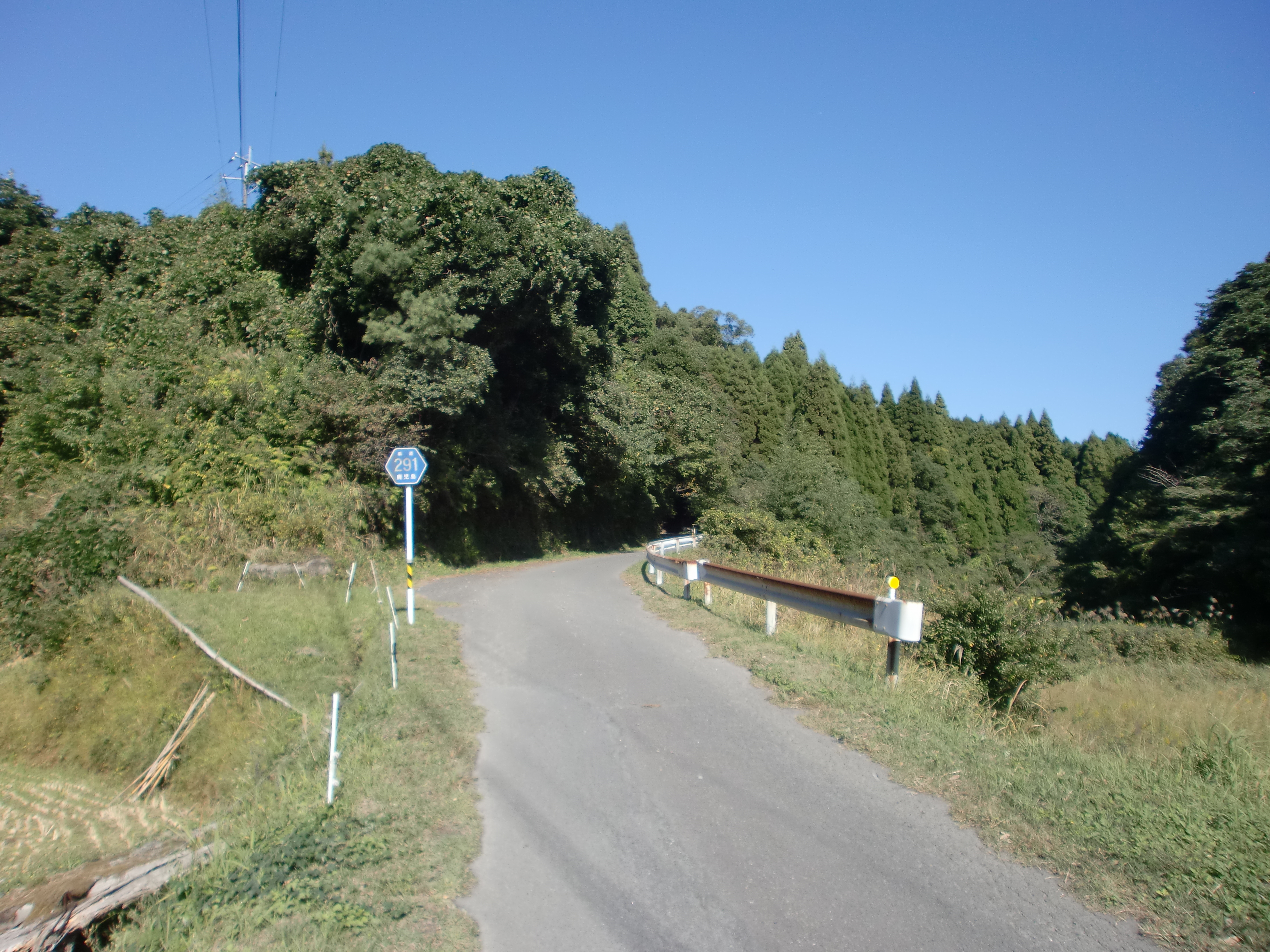
字域の東部を通る県道291号松元川辺線

### 道路
主要地方道
- 鹿児島県道20号鹿児島加世田線
- 鹿児島県道22号谷山伊作線

一般県道
- 鹿児島県道291号松元川辺線
- 鹿児島県道294号湯之浦伊作停車場線

### 鉄道
字域内には鉄道は通っておらず、1984年までは吹上町中原に所在していた鹿児島交通枕崎線の伊作駅が最寄駅であったが同線の廃止により廃駅となり現在は利用できない。